# Andronikos Kakoullis
Andronikos Kakoullis (Grieks : Ανδρόνικος Κακουλλής) (Lythrodontas, 3 mei 2001) is een Cypriotisch voetballer die speelt voor Omonia Nicosia en het Cypriotisch voetbalelftal.
Kakoullis maakt zijn debuut bij Cyprus op 7 oktober 2020, Hij moet vriendschappelijke wedstrijd spelen tegen Tsjechië

## Statistieken
| Club            | Seizoen         | Competitie      | Competitie | Competitie | Nationaal Beker | Nationaal Beker | Continentaal | Continentaal | Anders | Anders | Totaal | Totaal |
| Club            | Seizoen         | Divisie         | Wed        | doelp      | Wed             | doelp           | Wed          | doelp        | Wed    | doelp  | Wed    | doelp  |
| --------------- | --------------- | --------------- | ---------- | ---------- | --------------- | --------------- | ------------ | ------------ | ------ | ------ | ------ | ------ |
| Omonia          | 2017/18         | A Divizion      | 1          | 0          | —               | —               | —            | —            | —      | —      | 1      | 0      |
| Omonia          | 2018/19         | A Divizion      | 1          | 0          | —               | —               | —            | —            | —      | —      | 1      | 0      |
| Omonia          | 2019/20         | A Divizion      | 14         | 2          | 4               | 1               | —            | —            | —      | —      | 18     | 3      |
| Omonia          | 2021/21         | A Divizion      | 15         | 2          | —               | —               | 7            | 1            | —      | —      | 22     | 4      |
| Omonia          | 2021/22         | A Divizion      | 19         | 1          | 1               | 1               | 12           | 3            | 1      | 0      | 33     | 5      |
| Totaal          | Totaal          | Totaal          | 50         | 5          | 5               | 2               | 19           | 4            | 1      | 0      | 74     | 11     |
| Carriere totaal | Carriere totaal | Carriere totaal | 50         | 5          | 5               | 2               | 19           | 4            | 1      | 0      | 74     | 11     |

Laatste keer bijgewerkt 12 December 2021

## Erelijst
- A Divizion : 2020/21
- Cypriotische voetbalbeker : 2021/22
- Cypriotisch Super Cup : 2021